# Route du Sud 1997
La Route du Sud 1997, ventunesima edizione della corsa, si svolse dal 21 al 24 giugno su un percorso di 697 km ripartiti in 4 tappe (la seconda suddivisa in due semitappe), con partenza da Marmande e arrivo a Montauban. Fu vinta dall'australiano Patrick Jonker della Rabobank davanti all'italiano Massimo Donati e al francese François Simon.

## Tappe
| Tappa  | Data      | Percorso                                          | km    | Vincitore di tappa | Leader cl. generale |
| ------ | --------- | ------------------------------------------------- | ----- | ------------------ | ------------------- |
| 1ª     | 21 giugno | Marmande > Saint-Gaudens                          | 216,7 | Jeroen Blijlevens  | Jeroen Blijlevens   |
| 2ª-1ª  | 22 giugno | Martres-Tolosane > Saint-Gaudens                  | 91,7  | Bobby Julich       | Bobby Julich        |
| 2ª-2ª  | 22 giugno | Saint-Gaudens > Saint-Gaudens (cron. individuale) | 7,4   | Bobby Julich       | Bobby Julich        |
| 3ª     | 23 giugno | Saint-Gaudens > Plateau de Beille                 | 168,6 | Laurent Roux       | Patrick Jonker      |
| 4ª     | 24 giugno | Tarascon-sur-Ariège > Montauban                   | 213   | Marcel Wüst        | Patrick Jonker      |
| Totale | Totale    | Totale                                            | 697   |                    |                     |

## Dettagli delle tappe

### 1ª tappa
- 21 giugno: Marmande > Saint-Gaudens – 216,7 km

| Pos. | Corridore         | Squadra | Tempo    |
| ---- | ----------------- | ------- | -------- |
| 1    | Jeroen Blijlevens | TVM     | 5h07'12" |
| 2    | Jaan Kirsipuu     | Casino  | s.t.     |
| 3    | Nicolas Jalabert  | Cofidis | a 2"     |

| Pos. | Corridore         | Squadra | Tempo |
| ---- | ----------------- | ------- | ----- |
| 1    | Jeroen Blijlevens | TVM     |       |

### 2ª tappa - 1ª semitappa
- 22 giugno: Martres-Tolosane > Saint-Gaudens – 91,7 km

| Pos. | Corridore          | Squadra       | Tempo    |
| ---- | ------------------ | ------------- | -------- |
| 1    | Bobby Julich       | Cofidis       | 2h09'35" |
| 2    | Cédric Vasseur     | Gan           | s.t.     |
| 3    | Gianluca Bortolami | Festina-Lotus | s.t.     |

| Pos. | Corridore    | Squadra | Tempo |
| ---- | ------------ | ------- | ----- |
| 1    | Bobby Julich | Cofidis |       |

### 2ª tappa - 2ª semitappa
- 22 giugno: Saint-Gaudens > Saint-Gaudens (cron. individuale) – 7,4 km

| Pos. | Corridore      | Squadra  | Tempo |
| ---- | -------------- | -------- | ----- |
| 1    | Bobby Julich   | Cofidis  | 8'49" |
| 2    | Erik Dekker    | Rabobank | a 7"  |
| 3    | Servais Knaven | TVM      | a 8"  |

| Pos. | Corridore    | Squadra | Tempo |
| ---- | ------------ | ------- | ----- |
| 1    | Bobby Julich | Cofidis |       |

### 3ª tappa
- 23 giugno: Saint-Gaudens > Plateau de Beille – 168,6 km

| Pos. | Corridore       | Squadra | Tempo    |
| ---- | --------------- | ------- | -------- |
| 1    | Laurent Roux    | TVM     | 4h35'18" |
| 2    | Davide Rebellin | FDJ     | a 1'44"  |
| 3    | Laurent Madouas | Lotto   | a 1'48"  |

| Pos. | Corridore      | Squadra  | Tempo |
| ---- | -------------- | -------- | ----- |
| 1    | Patrick Jonker | Rabobank |       |

### 4ª tappa
- 24 giugno: Tarascon-sur-Ariège > Montauban – 213 km

| Pos. | Corridore         | Squadra       | Tempo    |
| ---- | ----------------- | ------------- | -------- |
| 1    | Marcel Wüst       | Festina-Lotus | 5h07'20" |
| 2    | Jaan Kirsipuu     | Casino        | s.t.     |
| 3    | Jeroen Blijlevens | TVM           | s.t.     |

| Pos. | Corridore      | Squadra  | Tempo     |
| ---- | -------------- | -------- | --------- |
| 1    | Patrick Jonker | Rabobank | 17h10'59" |
| 2    | Massimo Donati | Saeco    | a 34"     |
| 3    | François Simon | Gan      | a 1'21"   |

## Classifiche finali

### Classifica generale
| Pos. | Corridore           | Squadra                    | Tempo     |
| ---- | ------------------- | -------------------------- | --------- |
| 1    | Patrick Jonker      | Rabobank                   | 17h10'59" |
| 2    | Massimo Donati      | Saeco                      | a 34"     |
| 3    | François Simon      | Gan                        | a 1'21"   |
| 4    | Gianluca Bortolami  | Festina-Lotus              | a 1'25"   |
| 5    | Thierry Bourguignon | BigMat-Auber 93            | a 2'20"   |
| 6    | Maarten den Bakker  | TVM-Farm Frites            | a 3'49"   |
| 7    | Erik Dekker         | Rabobank                   | a 4'40"   |
| 8    | Arturas Kasputis    | Casino-C'est votre équipe  | a 4'57"   |
| 9    | Paul Van Hyfte      | Lotto-Mobistar-Isoglass    | s.t.      |
| 10   | Frédéric Gabriel    | Mutuelle de Seine-et-Marne | a 8'15"   |